# Aan de grens van de Duitse heuvelen
Aan de grens van de Duitse heuvelen is een single van het Nederlandse zangkwartet The Sunstreams uit 1979. Het stond in hetzelfde jaar als eerste track op het album The Sunstreams.

## Achtergrond
Aan de grens van de Duitse heuvelen is geschreven door Peter Selie en geproduceerd door Ad Kraamer. Het is een levenslied dat het verhaal vertelt over een Canadese soldaat die een stervende medesoldaat vindt in het Duitse bos, aan de grens van de heuvels. De B-kant van de single is Boogie Woogie Sax, geschreven door Ad Kraamer. Dat lied is als twaalfde en laatste track op hetzelfde album te vinden.

## Hitnoteringen
Het lied behaalde enkele successen in Nederland. De derde plaats was de piekpositie in de Nationale Hitparade, waarin het dertien weken stond. In de Top 40 kwam het tot de zeven plek. Het was tien weken in de lijst te vinden. In 2017 stond het lied op de eerste plaats van de Groesbeekse Top 100.